# Damása
Damása (korábbi magyar nevén Domasinecz, horvátul: Domašinec) falu és község Horvátországban, Muraköz megyében.

## Fekvése
Csákornyától 15 km-re északkeletre a Mura jobb partján fekszik. A  községhez két falu tartozik: Damása (Domašinec) és Törökudvar (Turčišće).

## Története
A régészeti leletek tanúsága szerint területén már a korai vaskorban is éltek emberek. Ezt bizonyítják az itt talált agyagból égetett cserépedények és urnák, melyek a La Tène-kultúra köthetők. A kultúra továbbadói ezen a területen a kelták Tauriscus törzse volt, akik a Muraközben megérték a római uralmat is.
A község honlapja szerint a település első írásos említése 1244-ből származik, amikor az akkori Domasa falut egy Péter nevű nemes birtokaként említik.
1349-ben "Poss. Damasa inter fluvios Dra et Mura in comitatu Zaladiensi" alakban mint a Dráva és a Mura között Zala megyében fekvő birtokot említik. 1478-ban "Domassinecz" néven szerepel. A csáktornyai uradalomhoz tartozott.
1477-ben az uradalmat Hunyadi Mátyás Ernuszt János budai nagykereskedőnek és bankárnak adományozta, aki megkapta a horvát báni címet is. 1540-ben a csáktornyai Ernusztok kihalása után az uradalom rövid ideig a Keglevich családé, majd 1546-ban I. Ferdinánd király adományából a Zrínyieké lett. A 17. században a Zrínyiek katonai szolgálataikért több vitézüknek adományoztak itt birtokokat. Így lettek birtokosok a Buđak, Daca, Katanec, Čes, Baranić, Balaško, majd később a Madak, Špoljar, Német, Vargonić, Topličanec, Kolar és Imbre családok.
Miután Zrínyi Pétert 1671-ben felségárulás vádjával halálra ítélték és kivégezték minden birtokát elkobozták, így a birtok a kincstáré lett.  1672-ben Damása az uradalom egyik birtokközpontja, melyhez még hét másik település tartozott.
1715-ben III. Károly a Muraközzel együtt gróf Csikulin Jánosnak adta zálogba, de a király 1719-ben szolgálatai jutalmául elajándékozta Althan Mihály János cseh nemesnek. 1722-ben az uradalmon kívül csak Peras Jánosnak kisnemesnek volt itt birtoka. 1791-ben az uradalmat gróf Festetics György vásárolta meg és ezután 132 évig a tolnai Festeticsek birtoka volt. A 18. század végén Damása a Muraköz egyik legnépesebb és legmódosabb települése volt. 1786-ban 109 házában 110 családban 811 lakos élt itt.
Vályi András szerint " DOMASINECZ. Elegyes magyar falu Szala Vármegyében, földes Ura Gróf Álthán Uraság, lakosai katolikusok, fekszik Dekanoveczhez közel, mellynek filiája, határja gazdag termékenységű, ’s nevezetes vagyonnyai lévén, első Osztálybéli."
1920 előtt Zala vármegye perlaki járásához tartozott. 1941 és 1945 között ismét Magyarországhoz tartozott, ekkor körjegyzőségi székhely volt.

## Lakossága
1900-ban 1709 lakosából 1655 horvát, 52 magyar, és 2 fő német nemzetiségű volt. 1910-ben 1920, zömében horvát és magyar lakosa volt. 1941-ben 1882 lakosából egy ember kivételével mindenki magyar nemzetiségűnek vallotta magát. 1991-ben 1968 lakosából 1865 volt a horvát nemzetiségű. A 2001-es népszámlálás adatai szerint Damása faluközösség lakossága 2459 volt, melyből Damása községben 1871-en, Törökudvaron 588-an éltek. Damása lakosainak 96%-a horvát, 2,5%-a cigány nemzetiségű. 2001-ben egyetlen lakos vallotta magát magyar nemzetiségűnek.

## Nevezetességei
- A falu védett műemléke a Szent Család-oszlop,[4] mely Damása közelében, a ŽC2003. számú megyei úttól északra, a Dékánfalva községbe vezető mintegy tizenöt kilométeres úton található. A négyzet alakú homokkő alapra, szürke homokkőből készült négyzetes oszlop került. Az oszlop tetején lapos, profilozott felsőrész található, amelyen a tabernákulum jellegzetességeivel megformált kőtömb található, amelyet négyoldalú, meredek kőtető koronáz a tetején kereszttel. A kiálló tető a tabernákulum felületeit is védi. A tabernákulum elülső felületén a Szent Család polikróm domborműve látható. Az oldalakon sekély fülkék vannak. A nyugati oldalon Szent Katalin ábrázolásának nyomai ma is láthatók, bár maga az ábrázolás a sérülés miatt szinte kivehetetlen, míg a tabernákulum hátoldala sima. Történelmi adatokból tudjuk, hogy az oszlop elülső felületére eredetileg a „17 M 53” évszámot vésték. Az oszlop és hasonló a dragoslavaci és zsumberki oszlopokhoz, amelyektől abban különbözik, hogy azokat szobrász készítette, míg a damásai Szent Család-oszlop mestere kőfaragó volt.
- A természetbarátoknak épült a 6,3 km hosszú, 12 állomásból álló Murščak-tanösvény, mely a vidék vízi, növényi élővilágát, állatvilágát, madarait mutatja be.
- A község közösségi házában működik a Merlin-színház.